# Grand Prix de la FIDE 2017
El Grand Prix de la FIDE 2017 (oficialment, en anglès: FIDE Grand Prix 2017) fou una sèrie de quatre torneig d'escacs que forma part del cicle de classificació pel Campionat del món d'escacs de 2018 que va tenir lloc durant el 2017. Els dos primers classificats ocuparen dues places pel Torneig de Candidats del 2018.
La FIDE i Agon decidiren ampliar de 16 a 24 jugadors i els quatre torneigs hi participaren 18 dels jugadors que s'enfrontarien pel sistema suís a nou rondes. Els jugadors només podrien jugar tres del quatre torneigs.

## Jugadors
Els que podrien formar part eren només jugadors amb més de 2700 d'Elo i seleccionats amb les següents prioritats: el campió del món i el finalista del darrer campionat del món, els quatre semifinalistes de la Copa del món de 2015, els vuits millors jugadors amb Elo més alt, el millor classificat de l'Associació d'escacs professional i finalment vuit jugadors seleccionats per l'organització. En el cas que algun dels jugadors nominats declinés participa-hi, seria substituït pel següent jugador amb Elo més alt i superior a 2700.

## Els premis en metàl·lic i punts Grand Prix
Els premis en metàl·lic varen ser de 130.000 € per cada torneig del Grand Prix, 520.000 € en total els quatre torneigs. Els premis es repartirien segons la classificació dels jugadors i en cas d'empat es repetirien tant els imports com els punts de Grand Prix en parts iguales.
| Lloc | Torneig del Grand Prix | Punts Grand Prix |
| ---- | ---------------------- | ---------------- |
| 1    | 20.000 €               | 120+50           |
| 2    | 15.000 €               | 110+30           |
| 3    | 12.000 €               | 100+10           |
| 4    | 11.000 €               | 90               |
| 5    | 10.000 €               | 80               |
| 6    | 9.000 €                | 70               |
| 7    | 8.000 €                | 60               |
| 8    | 7.000 €                | 50               |
| 9    | 6.000 €                | 40               |
| 10   | 5.000 €                | 30               |
| 11   | 4.250 €                | 20               |
| 12   | 4.000 €                | 10               |
| 13   | 3.750 €                | 8                |
| 14   | 3.500 €                | 6                |
| 15   | 3.250 €                | 4                |
| 16   | 3.000 €                | 3                |
| 17   | 2.750 €                | 2                |
| 18   | 2.500 €                | 1                |